# كورتيس موريسون
كورتيس موريسون (بالإنجليزية: Curtis Morrison)‏ (2 أكتوبر 1997 بشفيلد في المملكة المتحدة - ) هو لاعب كرة قدم بريطاني في مركز الهجوم. لعب مع نادي تشيسترفيلد.

## وصلات خارجية
- كورتيس موريسون على موقع قاعدة بيانات كرة القدم.إي يو (الإنجليزية)
- كورتيس موريسون على موقع Soccerbase.com (لاعب) (الإنجليزية)
- كورتيس موريسون على موقع Soccerway.com (الإنجليزية)